# Puertas (Salamanca)
Puertas ist eine kleine westspanische Gemeinde (municipio) in der Provinz Salamanca in der Autonomen Gemeinschaft Kastilien-León. 2024 hatte die Gemeinde 65 Einwohner. Neben dem Hauptort Puertas gehören noch die Weiler Cerezal de Puertas, El Gróo und Manceras zur Gemeinde.

## Geographie
Puertas befindet sich etwa 57 Kilometer westnordwestlich vom Stadtzentrum der Provinzhauptstadt Salamanca in einer Höhe von ca. 785 m. 

## Bevölkerungsentwicklung
| Jahr      | 1900 | 1920 | 1950 | 1970 | 1981 | 1991 | 2001 | 2011 | 2021 |
| Einwohner | 507  | 542  | 358  | 201  | 172  | 130  | 106  | 85   | 73   |

## Sehenswürdigkeiten
- Marienkirche (Iglesia de Santa María la Mayor)
- Kreuz von Puertas (Cruz de Puertas)

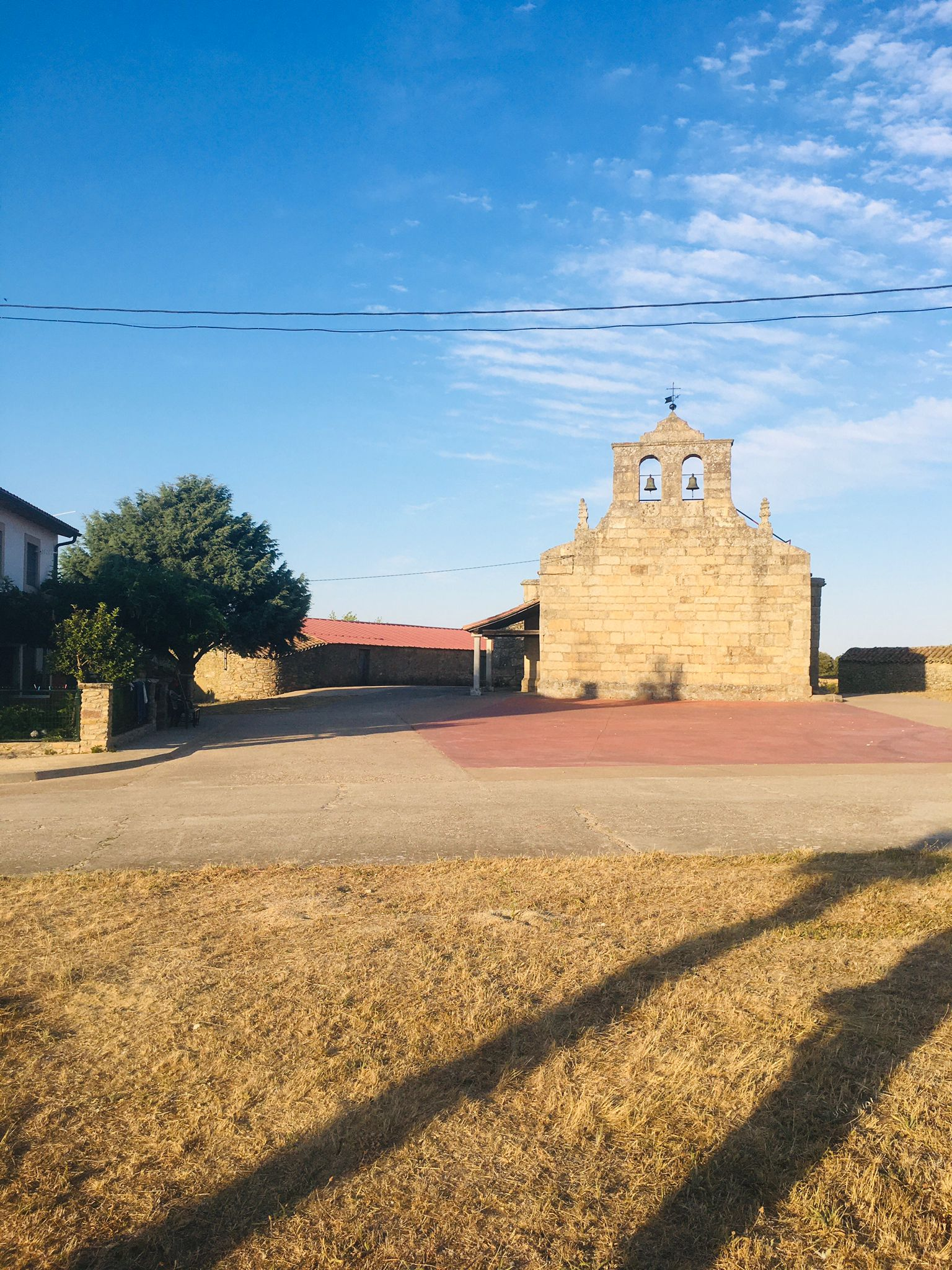
Marienkirche
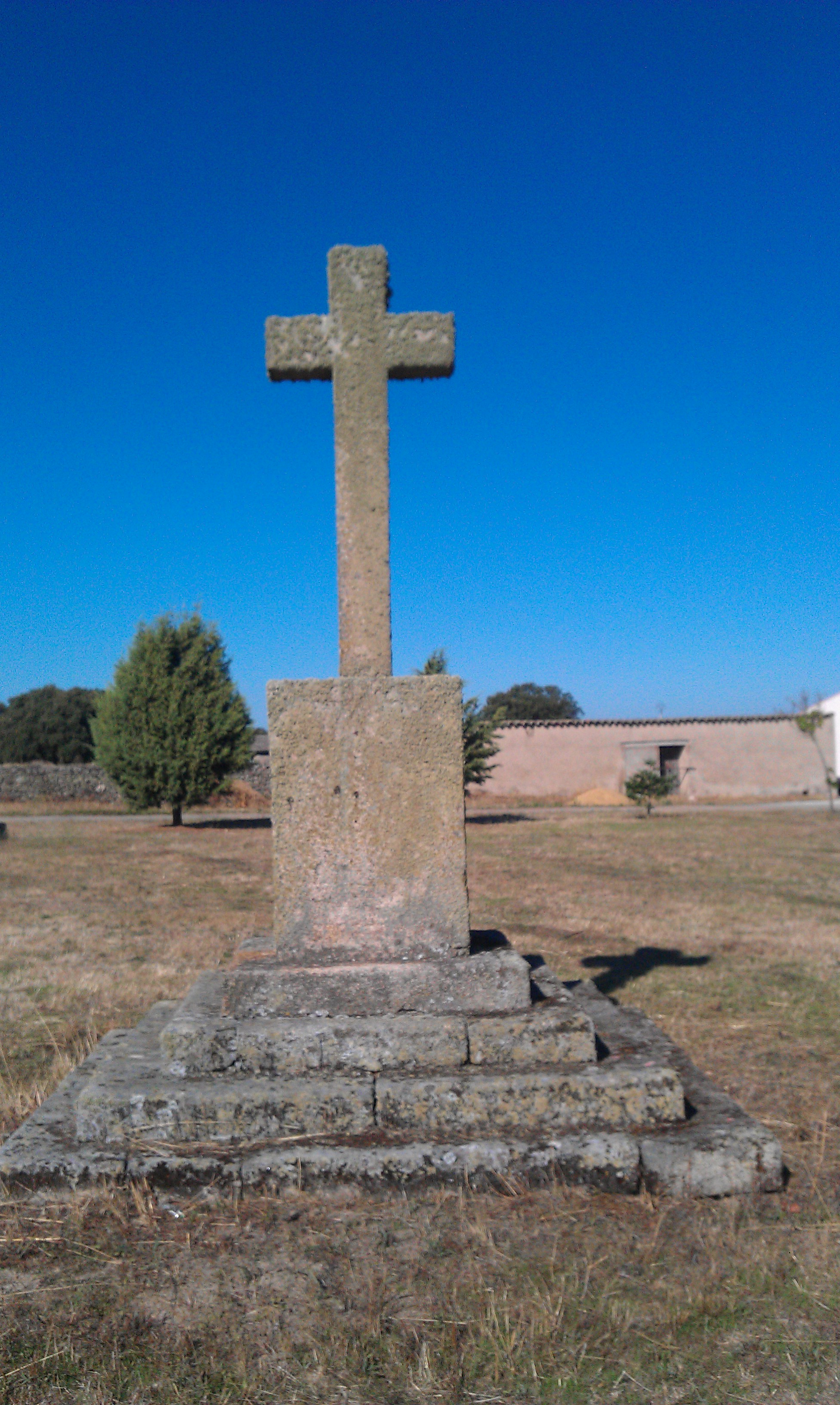
Kreuz von Puertas